# История телевещания в России
История телевещания в России ведёт свою хронологию еще с оптико-механических систем и наполнения эфира передачами из Москвы в 1931 году.

## Телевещание в советский период

### Вещание на средних волнах (1931—1941)
10 сентября 1931 года был создан Всесоюзный комитет по радиовещанию (ВКР) при Наркомате почт и телеграфов — первая в России телерадиокомпания. 1 октября 1931 года — ВКР на средних волнах запустил первый телеканал в СССР — Телевидение имени Горького. Передачи оптико-механического телевидения принимались во многих городах, в том числе в Ленинграде, Нижнем Новгороде, Томске. В этот день газета «Известия» писала:
С 1 октября 1931 г. в Москве, впервые в СССР, начинаются регулярные передачи движущихся изображений (телевидения) по радио. Передачи организованы Московским радиовещательным узлом НКПиТ под руководством ВЭИ и будут происходить через радиостанцию МОСПС (волна 379 м) ежедневно с 24.00. до 0.30 мин…
Выпуск № 271
В 1933 году ВКР был выведен из подчинения Народного комиссариата связи и подчинён напрямую Совету народных комиссаров и переименован во Всесоюзный комитет по радиофикации и радиовещанию при Совете Народных Комиссаров СССР (Радиокомитет СССР), были также созданы радиокомитеты во всех, кроме РСФСР, союзных республиках, автономных республиках, краях и областях, кроме Московской (функции радиокомитета в Москве и Московской области выполняла Главная редакция программ для Москвы и Московской области). Вещание телевидения оптико-механической системы в СССР после введения первых систем электронного телевидения в 1938 г. продолжалось ещё некоторое время и было прекращено лишь 1 апреля 1941 года.

### Телевизионное вещание на ультракоротких волнах в Москве и Ленинграде (1938—1957 гг.)
В 1938—1939 годах Радиокомитет СССР в Ленинграде и Москве на ультракоротких волнах запустил вещание электронного телевидения — программы опытного ленинградского и московского телецентров. С началом Великой Отечественной войны телевидение прекратило свою работу. Возобновление вещания состоялось 7 мая 1945 года — тем самым Советский Союз стал первой в Европе страной, которая возобновила телевещание в послевоенное время. 22 марта 1951 года создана Центральная студия телевидения (ЦСТ), позже разделённая на отраслевые производящие отделы — «главные редакции» — образовательных, художественных, московских программ и др. В 1953 году — Радиокомитет СССР был реорганизован в Главное управление радиоинформации Министерства Культуры СССР (Главное радиоуправление СССР). 14 февраля 1956 года телевидение в Москве стало двухпрограммным, Главное радиоуправление СССР запустило Вторую (московскую) программу ЦСТ, собственно канал ЦСТ стал называться Первая программа ЦСТ. В 1956 году по первой программе начала выходить в эфир информационная программа «Последние известия».
С начала 1950-х годов в разных городах создавались местные телецентры, транслировавшие собственные программы. Например, в 1953 году телецентр создан в Горьком, в 1955 году — в Казани, Перми, Свердловске, Томске, Владивостоке и так далее.

### Монополия Гостелерадио СССР (1957—1991): Первая и Вторая программа ЦТ
1957 год — телевидение и радиовещание было выведено из подчинения Министерства культуры и подчинено непосредственно Совету Министров СССР — был создан Государственный комитет СССР по телевидению и радиовещанию (Гостелерадио СССР). Во второй половине 1950-х — первой половине 1960-х годов благодаря строительству региональных телецентров вещание Первой программы ЦТ было распространено на все регионы европейской части СССР, а со 2 ноября 1967 года вещание Первой программы было распространено на всю территорию СССР с помощью телевизионной спутниковой сети «Орбита». Вместе с этим количество каналов, вещающих в Москве, увеличилось: в 1965 году Гостелерадио СССР запустило канал Третья (учебная) программа ЦТ, 4 ноября 1967 года — Четвёртая программа ЦТ.
К концу 1960-х годов в большинстве регионов СССР был доступен один телеканал — Первая программа ЦТ, вещавший совместно с региональными окнами, в рамках которых вещали региональные телерадиокомитеты. Вместе с тем в европейской части СССР постепенно распространялась Четвёртая программа ЦТ. Вещание сначала было чёрно-белым, а с 1 октября 1967 года начались регулярные передачи в цвете по системе SECAM.
В 1980 году Комитет по телевидению и радиовещанию Исполнительного комитета Ленинградского областного совета народных депутатов и Исполнительного комитета Ленинградского городского совета народных депутатов (Лентелерадио) на третьем канале в Ленинграде запустил Ленинградскую программу, которая с января 1985 года (по другим данным, с 1982 года) ретранслировалась также в Москве. 1 января 1982 года телевидение во всех регионах стало двухпрограммным — Четвёртая программа ЦТ была переведена на 2 канал и стала называться Вторая программа ЦТ, Московская программа ЦТ была переведена со 2-го на 3-й канал, Образовательная программа ЦТ переведена с 3-го на 4-й канал.
В 1980-е годы в большинстве регионов СССР было доступно два телеканала — Первая и Вторая программа ЦТ (вещавшая совместно с региональными окнами). В годы Перестройки регионы европейской части РСФСР также охватила вещанием Ленинградская программа. Вещание телевидения в этот период осуществлялось отчасти через чёрно-белые телевизоры, но всё более активно входили в оборот цветные (в конце 1980-х годов у населения работало уже более 50 миллионов цветных телевизоров).
С 1985 года в СССР, а затем уже и в России начало развиваться кабельное телевидение.
С 1990 по 2012 годы в СССР и России на телевидении была золотая эпоха "сетевого партнёрства" (ретрансляции какого-либо государственного или частного канала местной телекомпанией)

## Телевещание в Российской Федерации

### Начало триполии (1991—1996)
- 14 июля 1990 года была создана Всероссийская государственная телерадиокомпания (ВГТРК), которая 13 мая 1991 года в вечерние часы на втором канале запустила канал Российское телевидение (РТВ), позже ставший вещать под логотипом РТР («Российское телевидение и радио»), (в 2002—2009 годах — «Россия», с 2010 года — «Россия-1»). 27 декабря РТР стал вещать на втором канале весь день[17], а бывшая Вторая программа ЦТ была переведена на четвёртый канал, вещание её было ограничено тем самым территорией Москвы, а сама она 13 апреля 1992 года была объединена с Образовательной программой и переименована в 4-й канал Останкино.
- 8 февраля 1991 года Гостелерадио СССР было переименовано во Всесоюзную государственную телерадиокомпанию, а 27 декабря 1991 года в Российскую государственную телерадиокомпанию «Останкино» (РГТРК «Останкино»), Первая программа ЦТ была переименована в 1-й канал Останкино к началу 1992 года. Студия московских программ (так с 1991 года называлась Главная редакция программ для Москвы и Московской области) была выведена из РГТРК «Останкино» и реорганизована в Российскую московскую государственную телерадиокомпанию «Москва» (РМТРК «Москва»), в 1994 году она была разделена на Московскую телекомпанию (МТК) и Радиокомпанию «Москва».
- 1 марта 1991 года Лентелерадио было реорганизовано в Ленинградскую телерадиокомпанию, 12 декабря 1991 года — в Санкт-петербургскую государственную телерадиокомпанию, Ленинградская программа в Санкт-петербургское телевидение (СTV), 15 января 1992 года — в Российскую государственную телерадиокомпанию «Петербург», 17 октября — в Федеральную телерадиослужбу «Россия» (ФТРС «Россия») к началу 1993 года вещание CTV было распространено на большинство регионов, 9 апреля 1993 года ФТРС «Россия» была реорганизована в Государственную телерадиокомпанию «Петербург — Пятый канал» (ГТРК «Петербург — Пятый канал»), год спустя СTV был переименован в Петербург — Пятый канал.
- 13 апреля 1992 года телевидение ВГТРК в Москве стало двухпрограммным, был запущен канал Российские университеты, которому перешёл утренний, дневной и большую часть вечернего эфира по будням на 4-м канале Останкино, 17 января 1994 года 4-й канал Останкино был закрыт, а вечерний эфир 4-го канала Останкино был передан негосударственной телекомпании НТВ, 10 ноября 1996 года были закрыты и «Российские университеты», однако уже 1 ноября 1997 года ВГТРК уже на пятом канале в Москве запустила канал «Культура»[18].
- В Москве в этот период начали вещать первые коммерческие телеканалы: 1 ноября 1989 года в утреннем и дневном эфире третьего канала начал вещать канал 2x2, 1 января 1993 года на шестом канале — каналы «Северная корона» (в 1994 году ликвидирован) и ТВ-6, в 1994 году на дециметровых волнах начал вещать ряд частных телеканалов Москва-49 и AMTV (1 декабря 1996 года объединён с рядом других региональных телеканалов в СТС), «24 канал» (7 июня 1999 года заменён каналом «Дарьял ТВ»[19], который 17 октября 2011 был заменён каналом «Перец» (частью холдинга «CTC-Media» или «CTCM».[20]), «31 канал» (6 марта 2005 года заменён каналом «Домашний»[21]), 1 марта 1995 года — Телеэкспо (2 октября 2001 года заменён русской версией канала Euronews.[22]).

В этот период в большинстве регионов России было доступно три телеканала — 1-й канал Останкино, РТР (совместно с региональными окнами в которых вещали региональные государственные телерадиокомпании) и Петербург — Пятый канал (совместно с региональными окнами в которых вещали региональные частные телерадиокомпании).

### Конец триполии (1996—2000)
24 января 1995 года общероссийское учредительное собрание акционеров, 25 января 1995 года было учреждено ЗАО «Общественное российское телевидение» (ОРТ), 1 апреля 1995 года запустившее одноимённый телеканал (с 2002 года — Первый канал), 12 октября 1995 года был запущен процесс ликвидации РГТРК «Останкино», ликвидационная комиссия РГТРК «Останкино» продолжала деятельность на протяжении 1996—1997 годов, весной-летом 1996 года отдельные от ликвидационной комиссии РГТРК «Останкино» телевизионные производственные структуры («Союзтелефильм», «Совтелеэкспорт» и другие). 11 ноября 1996 года — телевидение во всех регионах России стало четырёхпрограммным — вещание телекомпании НТВ было распространено на все регионы. 1 января 1997 года на 49 ТВК начал вещание канал REN-TV вместо канала М-49, ему же в большинстве регионов перешёл третий телеканал. Телевещание ГТРК «Петербург — Пятый канал» было ограничено Санкт-Петербургом и Ленинградской областью, а сама ГТРК «Петербург — Пятый канал» была преобразовано в АО Телерадиокомпания «Петербург — Пятый канал». 8 июня 1997 года — телевидение во всех регионах России стало пятипрограммным, вместо упразднённой МТК Московская городская администрация создала Телекомпанию «ТВ Центр» (99 % акций у Московской городской администрации), вещание которой было распространено на все регионы России, 2x2 перешёл на отдельную частоту и вскоре уходит из эфира на 7 лет. 27 июля 1998 года к ВГТРК были присоединены телевизионные производственные структуры бывшей РГТРК «Останкино», все региональные ГТРК, сама «старая ВГТРК» была разделена на ГРК «Радио России», ГТК "Телеканал «Россия» и ГТК "Телеканал «Культура». В Москве продолжается рост дециметрового коммерческого телевидения: 1 мая 1996 года — канал Муз-ТВ (в 2012 году эфирная версия заменена на Ю), в 1997 года — Столица (4 сентября 2011 года заменён каналом «Москва 24»), в 1998 году — BIZ-TV (25 сентября 1998 года заменён каналом MTV Россия, в 2013 году — каналом Пятница!), 1 января 1998 года НТВ-Холдингом запущен канал «ТНТ», 1 августа 1998 года — петербургский телеканал ТВ-3 в формате киноканала, 17 апреля 2000 года — Детский проект (через год заменён каналом Семёрка, 31 декабря 2011 года — каналом «Disney»).
Телевизионное вещание в этот период осуществлялось через эфирное и возникшее этот период, спутниковое телевидение. Первая спутниковая платформа «НТВ+» возникла в июле 1996 года началось создание первого в России оператора спутникового телевидения НТВ-Плюс. 1 сентября началось аналоговое вещание канала «Наше кино» — первого канала «НТВ-Плюс» собственного производства. 1 ноября — «НТВ-Плюс Спорт», позднее каналы «НТВ-Плюс Музыка», «НТВ-Плюс Мир кино», «Детский мир» и «НТВ-Плюс Футбол» . В том же году свою спутниковую платформу запустила ВГТРК, которая включала в себя две спутниковые программы — «Метеор-спорт» и «Метеор-кино», но через год обе они были закрыты, однако в последующие периоды ВГТРК запустила ряд эфирных телеканалов из-за слабой распространённой через эфирное телевидение в большинстве регионах, в большей степени доступные через спутниковое телевидение («Спорт» (22 июня 2003 года), «Вести» (1 июля 2006 года) и «Бибигон» (1 сентября 2007 года). Эфирное телевидение в большинстве регионов было представлено 3 каналами, доступными через метровую антенну — ОРТ, РТР и REN-TV и 2 каналами доступными через дециметровую антенну — НТВ и ТВ Центр.

### Период с 2000 по 2010 год
В 2000 году вещание частного телеканала ТВ-6 было распространено на всю Россию. В апреле 2001 года компания Газпром-Медиа получила большинство акций телекомпанией НТВ, после чего многие ведущие сотрудники канала перешли на ТВ-6. 22 января 2002 года телеканал ТВ-6 был закрыт, на короткое время его место занял «НТВ-Плюс Спорт», а 1 июня — частный телеканал ТВС 22 июня 2003 года ТВС прекратил вещание, в Москве его место занял телеканал Спорт (филиал ВГТРК), в ряде регионов — ТНТ. В интервале 2001—2002 гг. вещание канала «Культура» было распространено на большинство регионов, а в 2002 году вещание большинства регионов охватил канал СТС. В 2003 году на многих российских телеканалах начинается круглосуточное вещание (до этого телеканалы начинали вещание в 6:00 и заканчивали в районе 2:45, исключениями были Прометей АСТ (с 4 мая 1999 года), Муз-ТВ (с 14 ноября 1999 года в Москве, с 14 февраля 2000 года по всей России), MTV Россия (с 16 апреля 2002 года) и Семёрка (с 16 сентября 2002 года). В том же году будничное телевещание большинства региональных ГТРК было ограничено несколькими выпусками информационных программ за день, выпуск художественных программ региональными ГТРК частично был прекращён, частично ограничен выходными днями. 1 октября 2006 года — после длительного перерыва в федеральный эфир возвращается «Пятый канал», до сих пор являющийся единственным федеральным телеканалом с центром вещания не из Москвы.
Телевизионное вещание в этот период осуществлялось через эфирное аналоговое телевидение, а также через спутниковое и кабельное телевидение, получившее широкое распространение в эти годы.

### Современный этап развития телевидения (с 2010 года)
С 2010 года по государственной программе начато планомерное введение вещания в цифровом формате. В 2019 году было отключено большинство аналоговых передатчиков (ряд региональных и муниципальных телеканалов продолжают вещать в аналоговом формате). Два мультиплекса цифрового телевидения, включающие 20 федеральных телеканалов, распространены на всей территории России.
В современный период телевидение в России делится на государственное и коммерческое. Государственное телевидение в России представлено полугосударственным акционерным обществом «Первый канал», государственным предприятием «Всероссийская государственная телерадиокомпания» (объединяет каналы «Россия», «Россия-Культура» и «Россия-24»), частично государственным (через мэрию Москвы) акционерным обществом «ТВ Центр», акционерным обществом, принадлежащим государственной корпорации, «Газпром-медиа» (в него входят НТВ, ТНТ и ТВ-3), принадлежащим Министерству обороны Российской Федерации телеканалом «Звезда», межгосударственной компанией «Мир» и автономной некоммерческой организацией ОТР. Единственный коммерческий информационно-развлекательный телеканал, вещающий в общефедеральном эфире — РЕН ТВ, через «Национальную Медиа Группу» связан с «Пятым каналом». Существуют также ряд информационно-развлекательных телеканалов, не входящих в число обязательных общедоступных телеканалов — коммерческие «Дождь» и РБК (вещают только через спутниковое, кабельное телевидение, IPTV и интернет). Крупнейшая коммерческая развлекательная телекомпания — СТС. Телевизионное вещание осуществляется через эфирное (как аналоговое, так и цифровое), спутниковое, кабельное телевидение, IPTV и интернет.

### Распределение основных телевизионных частот. Таблица по некоторым городам до отключения аналоговых передатчиков федеральных каналов.
| ТВК | Москва       | Санкт-Петербург  | Екатеринбург       | Новосибирск                           | Красноярск                  | Иркутск                  | Ростов-на-Дону                  | Нижний Новгород                  | Ярославль           |
| --- | ------------ | ---------------- | ------------------ | ------------------------------------- | --------------------------- | ------------------------ | ------------------------------- | -------------------------------- | ------------------- |
| 1   | Первый канал | Первый канал     | -                  | -                                     | Че-Красноярск               | Матч-ТВ                  | Первый                          | -                                | Первый канал        |
| 2   | -            | -                | -                  | Первый канал                          | Первый канал                | -                        | Ю                               | Первый канал                     | Россия 1            |
| 3   | ТВ-Центр     | Пятый канал      | Первый канал       | Россия-24/Россия-К/ГТРК «Новосибирск» | -                           | Первый канал             | РЕН-ТВ                          | СТС-Нижний Новгород              | Матч ТВ             |
| 4   | -            | -                | -                  | ТВ-3/Регион. ТВ-3                     | Россия-1/ГТРК «Красноярск»  | -                        | -                               | Россия-24/ГТРК «Нижний Новгород» | НТВ                 |
| 5   | -            | -                | -                  | -                                     | -                           | Россия-1/ГТРК «Иркутск»  | Пульс/Дон-24                    | -                                | 5 Канал             |
| 6   | Матч-ТВ      | СТС-Петербург    | -                  | ТНТ-Новосибирск                       | Домашний/ТВК                | РЕН-ТВ/НТС               | -                               | ТНТ-Нижний Новгород              | Россия Культура     |
| 7   | -            | -                | Россия-1/.Урал     | -                                     | РЕН-ТВ/7 канал              | СТС/АС Байкал ТВ         | СТС                             | Волга                            | Россия 24           |
| 8   | НТВ          | Россия-1 / «СПБ» | НТВ                | Россия-1/ГТРК «Новосибирск»           | -                           | -                        | -                               | -                                | Карусель            |
| 9   | -            | -                | -                  | -                                     | ТВ-3                        | НТВ                      | НТВ                             | НТВ                              | ОТР                 |
| 10  | -            | -                | Матч-ТВ/10-й канал | СТС/Мир                               | -                           | -                        | -                               | Россия-1/ГТРК «Нижний Новгород»  | ТВЦ                 |
| 11  | Россия-1     | ТНТ-Петербург    | -                  | -                                     | СТС-Прима                   | АИСТ                     | -                               | Домашний/11 канал                | РЕН ТВ              |
| 12  | -            | -                | Че                 | НТВ                                   | ТНТ-4/12 канал              | -                        | Россия-1/ГТРК «Дон-ТР»          | РЕН-ТВ                           | Спас                |
| 21  | -            | -                | Союз               | РБК-Новосибирск                       | -                           | Disney                   | -                               | -                                | Первый Ярославский  |
| 22  | -            | Супер            | -                  | -                                     | НТВ                         | -                        | Пятница!                        | -                                | Городской телеканал |
| 23  | Че           | -                | -                  | РЕН-ТВ. Новосибирск                   | -                           | Че/АС Байкал ТВ          | Россия-К/ГТРК «Нижний Новгород» | -                                |                     |
| 24  | -            | -                | ОТВ                | -                                     | Енисей                      | -                        | Домашний                        | -                                |                     |
| 25  | 360°         | Канал Disney     | -                  | Пятница!                              | -                           | Пятый канал              | БелРос                          | -                                |                     |
| 26  | -            | -                | Пятница!/4-й канал | -                                     | -                           | -                        | -                               | Пятый канал                      |                     |
| 27  | СТС          | ТВ-3             | -                  | -                                     | -                           | -                        | -                               | -                                |                     |
| 28  | -            | -                | -                  | Россия-К                              | -                           | ТВ-Центр                 | ТНТ-4/Южный регион              | -                                |                     |
| 29  | Канал Disney | Россия-К/«СПБ»   | СТС-Урал           | -                                     | Пятница!                    | -                        | -                               | Ю/Бор-ТВ                         |                     |
| 30  | -            | -                | -                  | -                                     | -                           | -                        | Мир-24/АНТА                     | -                                |                     |
| 31  | Домашний     | 78               | Россия-К           | ОТС                                   | ТНТ                         | -                        | -                               | ТВ-3/Ника-ТВ                     |                     |
| 32  | -            | -                | -                  | -                                     | Матч-ТВ                     | -                        | ТВ Центр                        | -                                |                     |
| 33  | -            | НТВ-Петербург    | -                  | Disney                                | -                           | Россия-К                 | -                               | Звезда                           |                     |
| 34  | -            | -                | 360°/АТН           | -                                     | Афонтово                    | -                        | -                               | -                                |                     |
| 35  | ТНТ          | -                | -                  | -                                     | -                           | ТВ-3                     | Россия-24/Disney                | -                                |                     |
| 36  | -            | Домашний         | -                  | ТВ-Центр                              | ТНТ-Красноярск              | -                        | -                               | Канал Disney                     |                     |
| 37  | -            | -                | ТНТ-4/Эра-ТВ       | -                                     | -                           | -                        | -                               | -                                |                     |
| 38  | Пятница!     | Ю                | -                  | Домашний-Новосибирск                  | -                           | -                        | -                               | -                                |                     |
| 39  | -            | -                | ТВ-Центр           | -                                     | Россия-К                    | Ю                        | -                               | Матч-ТВ                          |                     |
| 40  | -            | РЕН-ТВ           | -                  | -                                     | -                           | -                        | Звезда                          | -                                |                     |
| 41  | -            | -                | 41-Домашний        | Матч-ТВ                               | -                           | Домашний/Байкал          | -                               | ТВ-Центр                         |                     |
| 43  | -            | Матч-ТВ          | Пятый канал        | -                                     | -                           | -                        | Матч-ТВ                         | -                                |                     |
| 44  | Пятый канал  | -                | -                  | -                                     | -                           | -                        | -                               | Че/Диалог                        |                     |
| 46  | ТВ-3         | Че               | -                  | Пятый канал                           | -                           | -                        | -                               | -                                |                     |
| 47  | -            | -                | ТВ-3               | -                                     | -                           | Россия-24/ГТРК «Иркутск» | Россия-К                        | -                                |                     |
| 49  | РЕН-ТВ       | ТВ-Центр         | РЕН-ТВ             | 49-й канал                            | ТВ-Центр/Центр-Красноярск   | -                        | ТНТ                             | ТНТ-4/Стрежень                   |                     |
| 51  | Ю            | Пятница!         | Супер              | Ю                                     | Пятый канал                 | -                        | ТВ-3                            | Пятница!                         |                     |
| 53  | -            | -                | -                  | -                                     | -                           | -                        | -                               | ННТВ                             |                     |
| 56  | -            | -                | -                  | -                                     | Звезда                      | Звезда                   | -                               | -                                |                     |
| 57  | Звезда       | Звезда           | Звезда             | Звезда                                | -                           | -                        | Пятый канал                     | -                                |                     |
| 58  | -            | -                | -                  | -                                     | Россия-24/ГТРК «Красноярск» | -                        | -                               | -                                |                     |
| 60  | Супер        | -                | -                  | -                                     | -                           | -                        | -                               | -                                |                     |

| ТВК | Владивосток                       | Челябинск                   | Хабаровск                       | Тула                 | Пятигорск   | Рязань               | Орёл                    |              |
| --- | --------------------------------- | --------------------------- | ------------------------------- | -------------------- | ----------- | -------------------- | ----------------------- | ------------ |
| 1   | Первый канал                      | -                           | НТВ                             | Домашний             | -           | -                    | -                       |              |
| 2   | -                                 | -                           | -                               | -                    | -           | Первый канал         | НТВ                     |              |
| 3   | РБК/РВК                           | -                           | Первый                          | -                    | Первый      | -                    | ТНТ/ТРК «Зенит»         |              |
| 4   | -                                 | Первый канал                | -                               | -                    | -           | Россия-1/ГТРК «Ока»  | -                       |              |
| 5   | Россия-1/ГТРК «Владивосток»       | -                           | Первый                          | Первый канал         | -           | -                    | -                       | Звезда       |
| 6   | Матч-ТВ                           | -                           | ПКТ                             | -                    | Россия-1    | -                    | Первый канал            |              |
| 8   | СТС-Восход                        | Россия-1/ГТРК «Южный Урал»  | Россия-1/ГТРК «Дальневосточная» | -                    | ТНТ         | -                    | -                       |              |
| 9   | -                                 | -                           | -                               | -                    | -           | Россия-24/ГТРК «Ока» | Россия-24/ГТРК «Орёл»   |              |
| 10  | ТНТ-Владивосток                   | СТС/СТС-Челябинск           | Disney                          | Россия-1/ГТРК «Тула» | -           | -                    | -                       |              |
| 11  | ТВ-3                              | -                           | -                               | -                    | СТС         | -                    | Россия-1/ГТРК «Орёл»    |              |
| 12  | —                                 | ТВ-3                        | СТС                             | ТВ-3                 | -           | -                    | -                       |              |
| 21  | Пятый канал                       | Пятый канал                 | Че                              | -                    | -           | -                    | Матч-ТВ                 |              |
| 22  | -                                 | -                           | -                               | ТНТ-Тула             | Звезда      | Россия-К             | -                       |              |
| 23  | ТВ-Центр                          | Домашний/Восточный экспресс | Ю                               | -                    | -           | -                    | Ю                       |              |
| 24  | -                                 | -                           | -                               | Че                   | -           | -                    | Первый Областной        |              |
| 25  | -                                 | -                           | Россия-К                        | -                    | -           | -                    | -                       |              |
| 26  | Пятница!                          | НТВ                         | -                               | -                    | РЕН-ТВ      | -                    | -                       |              |
| 27  | -                                 | -                           | Пятница!                        | -                    | -           | -                    | -                       |              |
| 28  | -                                 | -                           | -                               | -                    | -           | НТВ                  | ТВ-Центр/ГТУ-ТВ         |              |
| 29  | -                                 | ОТВ                         | -                               | -                    | -           | -                    | -                       |              |
| 30  | Ю                                 | -                           | -                               | НТВ                  | -           | Ю                    | -                       |              |
| 31  | -                                 | 31 канал                    | РЕН-ТВ                          | -                    | НТВ         | -                    | -                       |              |
| 32  | -                                 | -                           | -                               | РЕН-ТВ               | -           | -                    | -                       |              |
| 33  | Россия-24/ГТРК «Владивосток»      | -                           | -                               | -                    | Водолей     | Матч-ТВ              | -                       |              |
| 34  | -                                 | ТВ Центр                    | -                               | -                    | -           | -                    | -                       |              |
| 35  | ТВ-Центр                          | -                           | -                               | -                    | -           | Звезда               | СТС/АО «Ва-Банк Плюс»   |              |
| 36  | РЕН-ТВ                            | Матч-ТВ                     | -                               | ТВ-Центр             | -           | -                    | -                       |              |
| 37  | -                                 | -                           | -                               | -                    | ТВ-3        | -                    | -                       | Че           |
| 38  | Общественное телевидение Приморья | -                           | -                               | Пятый канал          | -           | Пятый канал          | -                       |              |
| 39  | -                                 | Россия-К                    | Пятый канал                     | -                    | -           | -                    | -                       |              |
| 40  | -                                 | -                           | -                               | -                    | -           | -                    | РЕН-ТВ/ООО ТРК «Истоки» |              |
| 41  | НТВ                               | РЕН-ТВ                      | -                               | Россия-К             | Матч-ТВ     | -                    | -                       |              |
| 42  | -                                 | -                           | -                               | -                    | -           | -                    | Че                      | ТВ-Центр     |
| 44  | Россия-К/ГТРК «Владивосток»       | Че                          | -                               | -                    | -           | -                    | -                       |              |
| 45  | -                                 | -                           | -                               | -                    | -           | СТС                  | -                       |              |
| 46  | Канал Disney                      | -                           | -                               | -                    | -           | -                    | Пятница!                | ТНТ4         |
| 47  | -                                 | -                           | -                               | -                    | ТВ-Центр    | РЕН-ТВ — Рязань      |                         |              |
| 49  | -                                 | -                           | Звезда                          | -                    | -           | ТВ-Центр             | -                       |              |
| 50  | Домашний-Восход                   | ТНТ/ТНТ-Челябинск           | -                               | -                    | -           | -                    | Россия-К                |              |
| 51  | -                                 | -                           | Матч-ТВ                         | СТС-Тула             | -           | -                    | -                       |              |
| 52  | -                                 | ТНТ-4                       | -                               | -                    | Россия-К    | Канал Disney         | Канал Disney            | Канал Disney |
| 53  | -                                 | -                           | -                               | Звезда               | -           | -                    | -                       |              |
| 57  | -                                 | Звезда                      | -                               | -                    | Пятый канал | -                    | -                       |              |
| 58  | Звезда                            | -                           | -                               | -                    | -           | -                    | ТВ-3                    |              |
| 59  | -                                 | -                           | -                               | Канал Disney         | -           | -                    | -                       |              |
| 60  | -                                 | -                           | -                               | -                    | -           | -                    | Пятый канал             | 2х2          |